# Montagna di Sale
La Montagna di Sale (o Montagna del sale) è un'installazione di Mimmo Paladino sita in maniera permanente presso il Baglio Di Stefano a Gibellina. 

## Descrizione
Si tratta di un cumulo in cemento, vetroresina e pietrisco, su cui sono inseriti trenta cavalli in legno – animali ricorrenti nelle opere di Paladino – e disposti in posizioni diverse: in piedi o coricati.

## Storia
L'opera nasce nel 1990 come scenografia de La sposa di Messina di Friedrich Schiller, diretta da Elio De Capitani e messa in scena a Gibellina in occasione delle Orestiadi. Al termine delle rappresentazioni si decise di installarla definitivamente presso il Baglio Di Stefano, che oggi è sede di un museo di arte contemporanea.
L'opera è stata duplicata ed esposta nel 1995 in Piazza del Plebiscito a Napoli, e nel 2011 in piazza Duomo a Milano in occasione dei 150 anni dell'Unità d'Italia con dimensioni e numero di cavalli modificati. A tale proposito, nel catalogo della mostra milanese (di cui la Montagna di sale era elemento introduttivo), il filosofo americano Arthur Danto scrive «[…] debbo affermare l’eminenza di Mimmo Paladino tra le file dell'arte contemporanea, qualità particolarmente vera per le installazioni all'aperto. Non c'è niente che regga il confronto con l'imponente "Montagna di sale" che l'artista ha eretto in piazza del Plebiscito a Napoli, disseminata di cavalli arcaici; il mondo dell’arte dell'ultimo quarto di secolo non ha nulla di paragonabile. C'è qualcosa di magicamente alchemico nella visione di questi cavalli arcaici che si dibattono su una piramide di sale».